# Prazdnik svjatogo Iorgena
Prazdnik svjatogo Iorgena (Праздник святого Иоргена) è un film del 1930 diretto da Jakov Aleksandrovič Protazanov. e Porfirij Podobed, basato sul romanzo Jørgenfesten (1919) dello scrittore danese Harald Bergstedt. Nato come film muto, nel 1935 ne è stata realizzata una versione parzialmente sonora.

## Trama
San Giorgio, crocifisso, viene sottratto al luogo del martirio grazie all'intervento di un angelo che lo conduce con sé in cielo. I soldati di guardia, davanti a tale portento, stramazzano al suolo, impotenti. In disparte – soddisfatta per aver avuto una commissione, dopo quella di una società petrolifera, nientedimeno che dalla chiesa - una troupe cinematografica sta riprendendo un film.
Film che viene riproposto, a pagamento, all'imponente schiera di pellegrini – centinaia, migliaia - che affolla l'annuale ricorrenza nella cittadina di San Giorgioburgo per celebrare il santo eponimo. Ulteriori entrate sono assicurate alla chiesa di San Giorgio dalle donazioni spontanee dei fedeli, e dall'indotto, costituito dagli introiti ricavati dal costo del biglietto d'accesso alla "fontana miracolosa di San Giorgio", e da quelli derivanti dalla vendita di (verosimilmente false) reliquie del santo sulle bancarelle circostanti il santuario, e da varie altre operazioni di marketing. Il vero sancta sanctorum della chiesa, in tali occasioni, era la sua tesoreria, frequentata da banchieri che, d'accordo con la direzione del luogo sacro, sviluppavano operazioni finanziarie favorevoli ad entrambe le istituzioni (e sfavorevoli agli ignari donatori, i fedeli).
Il vicario della chiesa, dal pulpito, sta illustrando ai fedeli i portentosi avvenimenti che si sono verificati tre anni prima, quando San Giorgio stesso si era materializzato davanti all'accolta trepidante.
Diversi avvenimenti non vengono rivelati all'assemblea dal vicario, volontariamente o anche perché non ne era a conoscenza.
Il giorno della festa di San Giorgio tale Michael' Korkis, un detenuto, era evaso dal carcere, aiutato dal complice (a piede libero) Franz Schultz. Essi avevano deciso di far perdere le proprie tracce alla polizia, che già stava loro alle calcagna, mischiandosi agli innumerevoli pellegrini che si stavano recando alla chiesa di San Giorgio. Sul treno che li portava a San Giorgioburgo Korkis aveva appreso, leggendo un giornale, che ogni volta, in occasione della festa del santo, veniva eletta una "sposa mistica" di San Giorgio, che avrebbe guadagnato, se scelta, un'ingente somma di denaro. Le fotografie delle candidate a tale onore erano riportate sul quotidiano, ed in una di esse Korkis aveva riconosciuto una passeggera del treno: era Oleandra, la figlia del vicario. Era probabilmente per questo motivo, ovvero fare soldi facilmente, che Korkis aveva cercato di farsi amico della ragazza.
Alla chiesa, come accadeva ogni anno, il vicario stava mettendosi d'accordo con i vari magnati locali per decidere a chi, fra le loro parenti, figlie o nipoti, avrebbe dovuto essere assegnato il premio di sposa di San Giorgio: quell'anno sarebbe toccato proprio a Oleandra. Intanto Korkis era penetrato nel santuario dopo la sua chiusura, e - poiché Schultz, in possesso delle chiavi (rubate), braccato dalla polizia, non era riuscito ad aprirgli -, vi era rimasto per la notte.
Il mattino dopo il vicario, seguito dalle schiere di pellegrini, aveva riaperto la porta del tempio per dare il via al secondo solenne giorno di celebrazioni, ed ecco che, ad oltrepassare il portale e uscire sul sagrato – fra lo sgomento del vicario e l'estasi dei fedeli - non era nient'altri che San Giorgio, resuscitato, ovvero Korkis paludato in vestimenti talari che aveva trovato in chiesa. I pellegrini avevano chiesto al santo un miracolo: Korkis si era allora rivolto a Schultz, che aveva visto stazionare in disparte camuffato da povero infermo con le stampelle, e gli aveva ingiunto: "alzati e cammina!". Franz Schultz aveva allora gettato via le grucce e iniziato a ballonzolare intorno, mostrando pieno uso degli arti inferiori. Miracolo.
Il vicario e i suoi sodali naturalmente, così come le forze dell'ordine, sapevano perfettamente che l'evaso Korkis, il sedicente San Giorgio, era un impostore che era riuscito addirittura a prendersi gioco della loro propria impostura. Ma il gregge dei fedeli non lo sapeva, e smascherarlo, ora, sarebbe stato imprudente, e avrebbe potuto portare a disordini e sollevazioni controproducenti. Ecco quindi che a Korkis viene fornito un passaporto col quale lasciare il paese, accompagnato dal denaro spettante alla sposa di San Giorgio, e dalla sposa stessa, ben contenta, tutto sommato, di andarsene.
Finito il suo sermone nel quale il vicario ha raccontato all'assemblea come, tre anni prima, il redivivo San Giorgio fosse stato infine assunto in cielo, una nuova icona viene presentata: è quella del nuovo santo, Francesco (Franz Schultz), il miracolato, ritratto mentre getta via le stampelle.

## Colonna sonora
Il film, nella sua versione del 1935, è un cosiddetto "talkie parziale", ovvero solo alcune scene presentano dialoghi sincronizzati e/o effetti rumoristici e colonna sonora. Le musiche di Prazdnik svjatogo Iorgena, composte da Sergej Boguslavskij, sono eseguite dall'Orchestra e Coro della Mežrabpomfil'm. L'audio è stato realizzato tramite il Tagefon, uno dei primi sistemi sovietici per il cinema sonoro.
I dialoghi presenti nella versione del 1935 sono stati curati da Vladimir Švejcer (mentre delle didascalie sono responsabili Il'ja Il'f e Evgenij Petrov, che spesso lavoravano assieme formando il cosiddetto duo " Il'f e Petrov").

## Produzione
Il lavoro sulla sceneggiatura è stato iniziato fin dal 1927, e portato avanti per oltre due anni. Protazanov lo ha curato insieme a Sigysmund Kržižanovskij e Oleg Leonidov, che però non vengono menzionati nella versione finale del film.
Alcune riprese sono state realizzate nel cortile e negli interni del Palazzo Voroncov, presso Alupka, in Crimea, location prediletta da diversi cineasti, prima e dopo Protazanov; come chiesa è stata usata San Hripsime, a Jalta.

## Distribuzione
Prazdnik svjatogo Iorgena è uscito nelle sale cinematografiche sovietiche il 25 agosto del 1930; la versione parzialmente sonora è uscita nel 1935.
A seconda dei paesi di distribuzione, il film è conosciuto con svariati titoli; i più comuni sono La Fête de Saint Jorgen (francese), St. Jorgen's Day, The Feast of Saint George, o ancora Holiday of St. Jorgen (in ambito anglofono), La Fiesta de San Jorgen (spagnolo).
In tempi recenti Prazdnik svjatogo Iorgena è stato mostrato in diversi festival cinematografici, quali il Festival internazionale del cinema di Berlino nel 1982 e poi di nuovo nel 2012, il Festival di Mosca del 2004, le Giornate del cinema muto di Pordenone e il Festival di La Rochelle, entrambi del 2014, e alla manifestazione "L'URSS des cinéastes – 1917-1945" organizzata dalla Cinémathèque française nel 2017.
Il film è stato edito in DVD nel 2003 a cura della Nezabytoe Kino (solo lingua russa).

## Accoglienza
Peter Bagrov, del George Eastman Museum, afferma che in questo film Protazanov, "Descrivendo la Chiesa cattolica come una potente industria e abusando del pathos fino a trasformarlo in parodia, adottò il linguaggio del cinema sovietico storico-rivoluzionario. (…) Spettacolari scene di massa con 1500 comparse, una pletora di metafore, impressionanti angolazioni di ripresa e perfino qualche rapido taglio di montaggio – tutti gli ingredienti di un perfetto “tempio del montaggio” sono usati, ma solo per smitizzare questo tempio con uno sguardo ironico, un tenue eppure evidente richiamo alla gestualità quotidiana (Ktorov era particolarmente bravo in questo) o con un’annotazione umoristica (le didascalie furono scritte da Ilya Ilf e Yevgeni Petrov, i più popolari autori satirici sovietici degli anni Venti e Trenta)."